# Kochanovce (district de Humenné)
Kochanovce est un village de Slovaquie situé dans la région de Prešov.

## Histoire
Première mention écrite du village en 1543.

## Démographie

### Évolution de la population
| Année:               | 1994. | 2004.    | 2014.   | 2024.   |
| -------------------- | ----- | -------- | ------- | ------- |
| Nombre de personnes: | 651   | 745      | 792     | 735     |
| Différence:          |       | +14,43 % | +6,30 % | -7,19 % |

| Année:               | 2023. | 2024.   |
| -------------------- | ----- | ------- |
| Nombre de personnes: | 731   | 735     |
| Différence:          |       | +0,54 % |